# دهستان طلاتپه
طلاتپه، دهستانی است از توابع بخش نازلو شهرستان ارومیه در استان آذربایجان غربی ایران.

## جمعیت
بنابر سرشماری مرکز آمار ایران در سال ۱۳۹۵، جمعیت این دهستان برابر با ۲٬۲۷۸ نفر (۷۹۷ خانوار) بوده‌است. 